# Petit Han
Petit Han ist ein Ortsteil der Stadt Durbuy in der belgischen Provinz Luxemburg. Vor der Zusammenlegung der belgischen Gemeinden gehörte es zur zwei Kilometer westlich gelegenen Gemeinde Grandhan.

## Lage
Der Ortsteil liegt rechtsseitig der Ourthe (Urt) in der Nähe von deren Zusammenfluss mit der Somme.

## Sehenswürdigkeiten
Die Kirche des Ortes, Saint Martin, wurde im 17. Jahrhundert gebaut.